# Смит, Чарльз Хардинг
Чарльз Хардинг Смит (англ. Charles Harding Smith; 24 января 1931, Белфаст — 1 января 1997, Скиптон) — североирландский лоялистский политик и юнионистский боевик, основатель Ассоциации обороны Ольстера (UDA). Был первым председателем UDA и командиром Бригады Западного Белфаста. В ходе внутренней борьбы в UDA пережил два покушения, после чего оставил политическую деятельность.

## Организатор протестантских боевиков
Родился в англо-ирландской протестантской семье. Служил в британской армии. После демобилизации профессионально занимался разведением голубей.
Смит придерживался лоялистских взглядов, выступал за пребывание Северной Ирландии в составе Соединённого Королевства. Соответственно, он был жёстким противником ирландских католиков-республиканцев. Акции ИРА в протестантских кварталах побудили Смита формировать протестантскую силовую структуру.
27 июня 1970 года произошло столкновение между боевиками Временной ИРА и протестантами-лоялистами. Три человека погибли, из них двое лоялистов и один ирландец-республиканец. После этого началось интенсивное формирование лоялистских боевых групп.

## Основатель UDA
В начале 1971 Смит организовал собрание единомышленников в клубе любителей голубей на белфастской Леопольд-стрит. Было решено учредить Ассоциацию обороны Вудвэйла для отпора ирландским боевикам.
В сентябре 1971 эта организация объединилась с несколькими аналогичными структурами в Ассоциацию обороны Ольстера (UDA). Первым председателем был избран Чарльз Хардинг Смит. В руководящий совет вошли тринадцать человек, в том числе Томми Херрон, Сэмми Смит, Джим Андерсон, Дэви Фогель, Эрни Эллиот.
Учредители придерживались различных, иногда диаметрально противоположных политических взглядов. Например, Херрон был ультраправым антикоммунистом, Смит — лейбористом, а Эллиот — сторонником идей Че Гевары. Однако всех их объединяли британский национализм, лоялизм и ольстерский юнионизм. Смит ориентировался на крайне правого лидера юнионистов Уильяма Крейга.
Смит интенсивно занялся закупками оружия для UDA. Он связался с подпольными торговцами, среди которых присутствовали агенты полиции, и был арестован спецотделом безопасности. Оставался в заключении до декабря 1972 года, но был оправдан по суду за недостаточностью улик. В период его заключения председателем UDA являлся Джим Андерсон.

## Конфликт с Херроном
В период пребывания Смита в тюрьме, в UDA выдвинулся ряд лидеров, вступивших в противоборство между собой. Освободившись, Смит разделил председательство с Андерсоном и жёстко взялся за наведение порядка. Эрни Эллиот был убит при невыясненных обстоятельствах. Дэви Фогель был взят под арест и вынужден уехать в Англию.
Опасным конкурентом Смита оставался бригадир Восточного Белфаста Томми Херрон. Кроме спора за лидерство, причиной конфликта был увлечение Херрона рэкетом, чего Смит решительно не одобрял. Противоборство грозило перерасти в вооружённую борьбу между юнионистами. В марте 1973 председателем UDA был избран Энди Тайри — компромисснная фигура между Смитом и Херроном. Смит командовал бригадой Западного Белфаста.
15 сентября 1973 Томми Херрон был убит. Обстоятельства его гибели не установлены. UDA обвинила в этом британскую спецслужбу SAS. Однако многие наблюдатели подозревают Смита, избавившегося от опасного соперника.

## Конфликт с Тайри
Чарльз Хардинг Смит рассчитывал руководить UDA, однако Энди Тайри оказался эффективным организатором и самостоятельным политиком. Свои решения он принимал без консультаций с основателем, в значительной степени опираясь на Совет рабочих Ольстера (UWC), профсоюзных активистов типа Сэмми Смита.
Конфликт вылился в открытое противостояние в ноябре 1974 года, когда Тайри решил посетить Ливию во главе делегации UDA. Смит выступал категорически против, напоминая о связях Временной ИРА с Каддафи. В декабре 1974 Смит объявил об автономии бригады Западного Белфаста. Через несколько дней на него было совершено покушение. Он был тяжело ранен пулей снайпера и выжил только благодаря пуленепробиваемому жилету. Когда Смит находился в больнице, Тайри собрал совещание силовиков UDA и убедил их осудить Смита за раскольнические действия.
После выхода Смита из больницы он вновь подвергся нападению и получил огнестрельное ранение. Вскоре его посетил бригадир Северного Белфаста Дэви Пэйн, сторонник Энди Тайри. Пэйн потребовал, чтобы Смит покинул Северную Ирландию (подобно тому, как сам Смит добился этого от Дэви Фогеля). Смит подчинился и на следующий день вылетел в Англию. Единоличным лидером UDA остался Тайри, занимавший пост председателя до 1988 года.

## После политики
С 1975 года Чарльз Хардинг Смит жил в йоркширском городе Скиптон. Работал водителем грузовика. В североирландскую политику не вмешивался.
65-летний Смит скончался в первый день 1997 года.